# Hydronefros

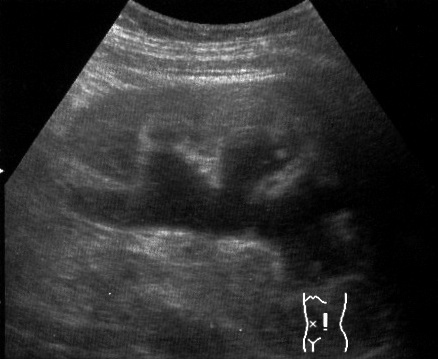
Ultraljudsbild av en patient med hydronefros.

Hydronefros beskriver en ensidig eller dubbelsidig vidgning av njurbäckenet. Hydronefros uppstår när det uppkommer ett hinder för det normala urinavflödet, vilket gör att trycket i njurbäckenet ökar och njurbäckenet vidgas. 
Hinder för urinavflödet kan uppkomma av olika orsaker; medfödda anatomiska avvikelser, fibros, uretärstenar eller tumörväxt. 
Symtombilden beror på om avflödeshindret uppkommit akut eller funnits under längre tid (kroniskt), om hindret ger ett komplett eller delvis avflödeshinder samt om endast ena eller båda njurarna påverkas.  
Ett klassiskt exempel på ett akut uppstått avflödeshinder orsakas av att en njursten passerat till urinledaren där den blockerar urinavflödet. När trycket i njurbäckenet ökar, njurbäckenet vidgas (d.v.s. hydronefros uppstår) uppstår kraftig smärta i flanken på den sidan och typiskt kommer i intervaller pga att muskulaturen och peristaltik i urinledaren arbetar mot hindret. Om hydronefrosen utvecklats under en längre tid kan symtombilden vara mer diffus; ge ett visst obehag eller inte ge några symtom alls. 
Risken för infektion i njuren ökar vid avflödeshinder och det är viktigt att upptäcka i tid. 
För att diagnositicera och visualisera hydronefros kan olika radiologiska modaliteter användas: konventionell röntgen, ultraljud, datortomografi eller magnetresonanstomografi. 